# Naturschutzgebiet Foßhohl
Das Naturschutzgebiet Foßhohl mit einer Größe von 2,1 ha liegt südöstlich von Messinghausen im Stadtgebiet von Brilon. Das Gebiet wurde 2001 mit dem Landschaftsplan Hoppecketal durch den Hochsauerlandkreis als Naturschutzgebiet (NSG) ausgewiesen. Das NSG gehört seit 2023 zum Vogelschutzgebiet Diemel- und Hoppecketal mit angrenzenden Wäldern.

## Gebietsbeschreibung
Beim NSG handelt es sich um einen Grünlandbereich mit zwei Quellen. Im Grünland gibt es ein enges Nebeneinander unterschiedlicher, zumeist feuchtegeprägter Lebensräume. Im Grünland liegt ein Mosaik an Großseggenrieden, Kalkseggensümpfen, Feuchtgrünlandbrachen und Magergrünlandbrachen. Teile des NSG werden mit Rindern beweidet, während Teilbereiche brach gefallen sind. Zum NSG gehört auch die Quelle des Baches Kümecke. Die Kümecke im Schutzgebiet ist ein naturnaher Bach. 
Das Landesamt für Natur, Umwelt und Verbraucherschutz Nordrhein-Westfalen (LANUV) dokumentiert zum Wert des NSG: „Die Fläche dient der langfristigen Sicherung von Lebensräumen des Nass- und Feuchtgrünlandes sowie der Kalkflachmoore, und bietet Lebensraum für eine sehr seltene Pflanzenart mit einer zahlreichen Individuendichte.“
Im NSG kommen seltene Tier- und Pflanzenarten vor. Es wurden durch das Landesamt für Natur, Umwelt und Verbraucherschutz Nordrhein-Westfalen Pflanzenarten wie Acker-Minze, Acker-Witwenblume, Bachbunge, Blutwurz, Echter Baldrian, Echtes Johanniskraut, Echtes Labkraut, Echtes Mädesüß, Flatter-Binse, Flutender Schwaden, Gänseblümchen, Geflecktes Johanniskraut, Gewöhnliche Pestwurz, Großer Wiesenknopf, Kleine Bibernelle, Kleiner Baldrian, Kohldistel, Moor-Labkraut, Rundblättrige Glockenblume, Schlangen-Knöterich, Spitzlappiger Frauenmantel, Spitz-Wegerich, Sumpf-Stendelwurz, Sumpf-Vergissmeinnicht, Sumpf-Weidenröschen, Ufer-Wolfstrapp und Wiesen-Flockenblume nachgewiesen.

## Schutzzweck
Das NSG soll das Grünland mit ihrem Arteninventar schützen. Wie bei allen Naturschutzgebieten in Deutschland wurde in der Schutzausweisung darauf hingewiesen, dass das Gebiet „wegen der Seltenheit, besonderen Eigenart und Schönheit des Gebietes“ zum Naturschutzgebiet wurde.
Der Landschaftsplan führt zum speziellen Schutzzweck auf: „Langfristige Sicherung von Lebensräumen des Nass- und Feuchtgrünlandes, denen auch nach dem gesetzlichen Biotopschutz (§ 20 c BNatschG und § 62 LG) eine besondere Bedeutung für den Naturhaushalt zukommt.“